# 84 km (przystanek kolejowy w obwodzie rówieńskim)
84 km (ukr. 84 км, ros. 84 км; także Tranzytnyj Park, ukr. Транзитний Парк) – przystanek kolejowy w pobliżu miejscowości Sarny, w rejonie sarneńskim, w obwodzie rówieńskim, na Ukrainie. Położony jest na linii Równe – Baranowicze – Wilno.